# خانه رمضان چائیده
خانه رمضان چائیده مربوط به دوره قاجار است و در خوزستان، دزفول، محله لوریان واقع شده و این اثر در تاریخ ۱۷ اسفند ۱۳۸۱ با شمارهٔ ثبت ۷۸۷۳ به‌عنوان یکی از آثار ملی ایران به ثبت رسیده است.